# Шістнадцятикомірник
| Шістнадцятикомірник                                                                 | Шістнадцятикомірник               |
| ----------------------------------------------------------------------------------- | --------------------------------- |
| Діаграма Шлегеля: проєкція (перспектива) шістнадцятикомірника в тривимірний простір |                                   |
| Тип                                                                                 | Правильний чотиривимірний політоп |
| Символ Шлефлі                                                                       | {3,3,4}                           |
| Комірок                                                                             | 16                                |
| Граней                                                                              | 32                                |
| Ребер                                                                               | 24                                |
| Вершин                                                                              | 8                                 |
| Вершинна фігура                                                                     | Правильний октаедр                |
| Двоїстий політоп                                                                    | Тесеракт                          |

Проєкція обертового шістнадцятикомірника в тривимірний простір

Правильний шістнадцятикомірник, або просто шістнадцятикомірник — один з правильних багатокомірників у чотиривимірному просторі. Відомий також під іншими назвами: гексадекахор (від дав.-гр. ἕξ — «шість», δέκα — «десять» і χώρος — «місце, простір»), чотиривимірний гіпероктаедр (оскільки є аналогом тривимірного октаедра), чотиривимірний кокуб (оскільки двоїстий чотиривимірному гіперкубу), чотиривимірний ортоплекс.
Відкрив Людвіг Шлефлі в середині 1850-х років. Символ Шлефлі шістнадцятикомірника — {3,3,4}.

## Опис
Обмежений 16 тривимірними комірками — однаковими правильними тетраедрами. Кут між двома суміжними комірками дорівнює {\displaystyle 120^{\circ }.}
Його 32 двовимірні грані — однакові правильні трикутники. Кожна грань розділяє 2 прилеглі до неї комірки.
Має 24 ребра однакової довжини. На кожному ребрі сходяться по 4 грані і по 4 комірки.
Має 8 вершин. У кожній вершині сходяться по 6 ребер, по 12 граней і по 8 комірок. Будь-яка вершина з'єднана ребром з будь-якою іншою — крім вершини, симетричної їй відносно центра багатокомірника.
Шістнадцятикомірник можна уявити як дві однакові правильні чотиривимірні піраміди, прикладені одна до одної своїми октаедричними основами, — або як чотиривимірну дуопіраміду, побудовану на двох квадратах.

## В координатах
Шістнадцятикомірник можна розташувати в декартовій системі координат так, щоб його 8 вершини мали координати{\displaystyle (\pm 1;0;0;0),}{\displaystyle (0;\pm 1;0;0),}{\displaystyle (0;0;\pm 1;0),}{\displaystyle (0;0;0;\pm 1).}
При цьому перерізами багатокомірника 6 координатними площинами будуть 6 квадратів, вершини і ребра яких — відповідно вершини і ребра багатокомірника.
Кожна з 16 комірок багатокомірника буде розташовуватися в одному з 16 ортантів чотиривимірного простору.
Початок координат{\displaystyle (0;0;0;0)} буде центром симетрії шістнадцятикомірника, а також центром його вписаної, описаної і напівуписаних тривимірних гіперсфер.
Поверхня шістнадцятикомірника при цьому буде геометричним місцем точок{\displaystyle (x;y;z;w),} чиї координати задовольняють рівняння
{\displaystyle |x|+|y|+|z|+|w|=1,}
а внутрішність багатокомірника — геометричним місцем точок, для яких
{\displaystyle |x|+|y|+|z|+|w|<1.}

## Метричні характеристики
Якщо шістнадцятикомірник має ребро довжини {\displaystyle a,} то його чотиривимірний гіпероб'єм і тривимірна гіперплоща поверхні виражаються відповідно як
{\displaystyle V_{4}={\frac {1}{6}}\;a^{4}\approx 0{,}1666667a^{4},}
{\displaystyle S_{3}={\frac {4{\sqrt {2}}}{3}}\;a^{3}\approx 1{,}8856181a^{3}.}
Радіус описаної тривимірної гіперсфери (що проходить через усі вершини багатокомірника) в цьому випадку відповідає
{\displaystyle R={\frac {\sqrt {2}}{2}}\;a\approx 0{,}7071068a,}
радіус зовнішньої напівуписаної гіперсфери (що дотикається до всіх ребер у їх серединах) -
{\displaystyle \rho _{1}={\frac {1}{2}}\;a=0{,}5000000a,}
радіус внутрішньої напівуписаної гіперсфери (що дотикається до всіх граней у їх центрах) -
{\displaystyle \rho _{2}={\frac {\sqrt {6}}{6}}\;a\approx 0{,}4082483a,}
радіус вписаної гіперсфери (що дотикається до всіх комірок у їх центрах) -
{\displaystyle r={\frac {\sqrt {2}}{4}}\;a\approx 0{,}3535534a.}

## Заповнення простору
Шістнадцятикомірниками можна замостити чотиривимірний простір без проміжків і накладень.